# سيفية
سيفية قرية سوريّة تتبع إداريّاً لمحافظة حلب منطقة عين العرب ناحية صرين، بلغ تعداد سكانها 206 نسمة حسب التعداد السكاني لعام 2004.